# واسپ ۹۶بی
واسپ-۹۶بی(به انگلیسی: WASP-96b) یک سیاره فراخورشیدی غول پیکر گازی است. جرم آن ۰.۴۸ مشتری است. 0.0453 AU از ستاره کلاس جی واسپ-۹۶بی است که هر ۳.۴ روز یک بار به دور آن می چرخد. در فاصله ۱۱۲۰ سال نوری از زمین و در صورت فلکی سیمرغ قرار دارد. در سال ۲۰۱۳ توسط واسپ «جستجوی گسترده برای یافتن سیاره‌ها» کشف شد.
طیف واسپ-۹۶بی یکی از مواردی است که در انتشار علمی اولیه تلسکوپ فضایی جیمز وب به نمایش درآمد. این طیف وجود آب و همچنین شواهدی برای "ابرها و مه" در جو سیاره را تایید کرد. قبل از این کشف، تصور می شد واسپ-۹۶بی عاری از ابر است.